# Liberty Township (Dubuque County, Iowa)
Die Liberty Township ist eine von 17 Townships im Dubuque County im Osten des US-amerikanischen Bundesstaates Iowa. 

## Geografie
Die Liberty Township liegt im Osten von Iowa rund 40 km nordwestlich von Dubuque, dem am Iowa von Wisconsin und Illinois trennenden Mississippi gelegenen Zentrum der Region.
Die Liberty Township liegt auf 42°36′11″ nördlicher Breite und 91°04′23″ westlicher Länge und erstreckt sich über 94,3 km².
Die Liberty Township grenzt innerhalb des Dubuque County im Osten an die Concord Township, im Südosten an die Iowa Township und im Süden an die New Wine Township. Im Norden grenzt die Township an das Clayton County und im Westen an das Delaware County.

## Verkehr
Durch die Liberty Township führt von Norden her der U.S. Highway 52 der im Zentrum mit den Iowa Highways 3 und 136 zusammentrifft. Alle weiteren Straßen innerhalb der Township sind teilweise unbefestigte County Roads und weiter untergeordnete Straßen.
Der nächstgelegene Flughafen ist der rund 55 km südwestlich gelegene Dubuque Regional Airport. 

## Bevölkerung
Bei der Volkszählung im Jahr 2010 hatte die Township 610 Einwohner. Innerhalb der Liberty Township gibt es neben Streubesiedlung mit Luxemburg eine selbständige Gemeinde (die über den Status "City" verfügt).